# Handley Page H.P.54 Harrow
Handley Page H.P.54 Harrow byl britský těžký bombardovací a transportní letoun z počátku 30. let 20. století, řešený jako dvoumotorový hornoplošník smíšené konstrukce s dvojitou svislou ocasní plochou a pevným kapotovaným podvozkem.

## Vývoj
H.P.54 vznikl na základě prototypu H.P.51, který se společně s prototypy AW-23 a Bristol 130 účastnil soutěže britského ministerstva letectví na letoun kategorie Bomber Transport.
Prototyp H.P.54 (sér. č. K6933) poprvé vzlétl 10. října 1936, poháněný dvojicí hvězdicových devítiválců Bristol Pegasus X o výkonu po 610 kW. Stroj byl vybaven třemi motoricky ovládanými střelišti na přídi a zádi trupu a ve výstupku na hřbetě trupu za křídlem, ve kterých byly instalovány zdvojené kulomety Browning ráže 7,7 mm. Náklad leteckých pum o hmotnosti 1362 kg byl uložen v pumovnici pod podlahou trupu.
Ministerstvo letectví objednalo již v srpnu 1935 100 sériových kusů s bojovým jménem Harrow. Prvních 39 exemplářů mělo původní pohonné jednotky Pegasus X, které nesly označení Handley Page H.P.54 Harrow Mk.I. Dalších 61 s výkonnějšími motory Pegasus XX po 680 kW bylo značeno Harrow Mk.II. Poslední z nich byl dohotoven v prosinci 1937.

## Nasazení

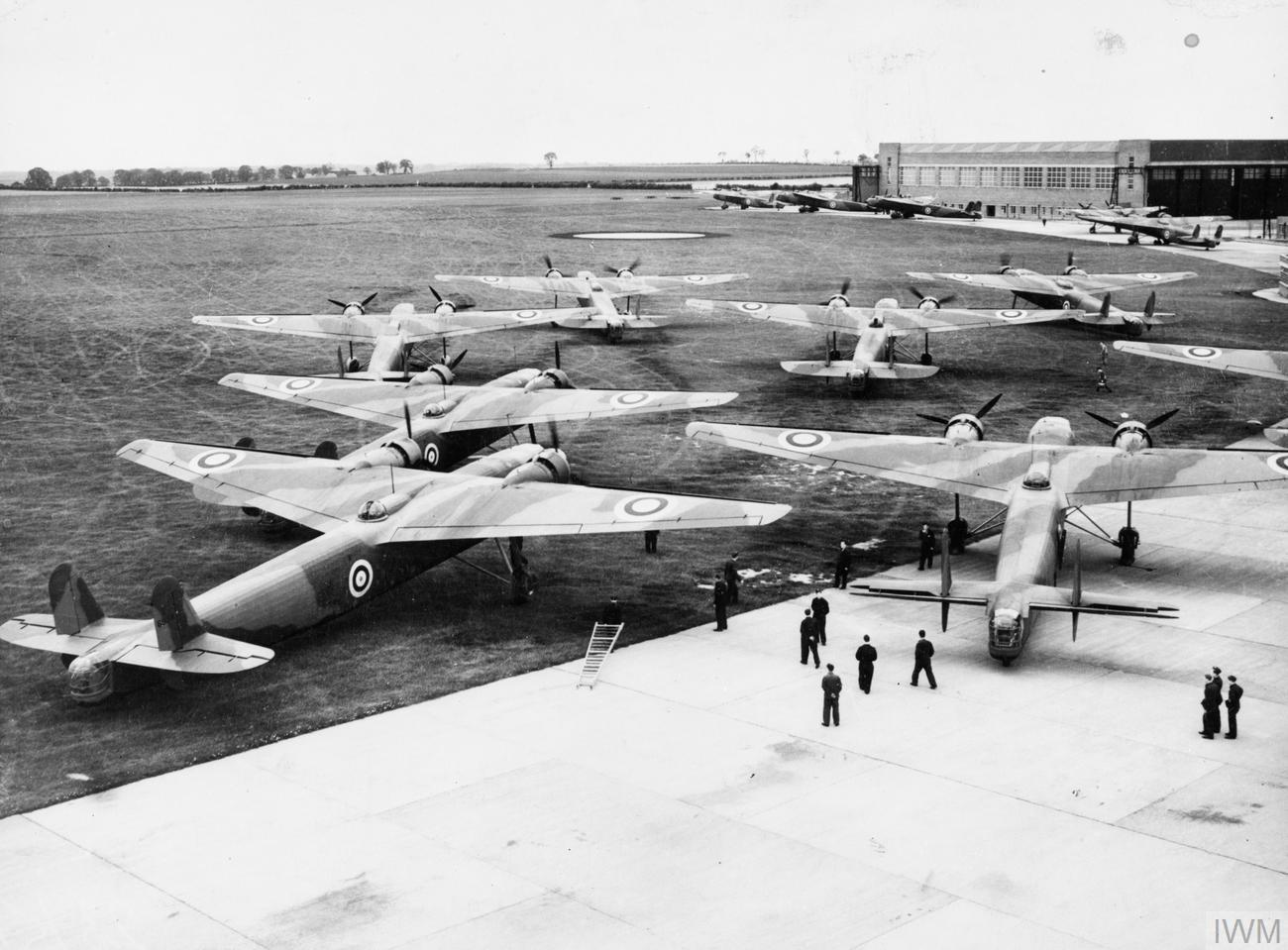
H.P.54 214. perutě RAF, Feltwell, 1938

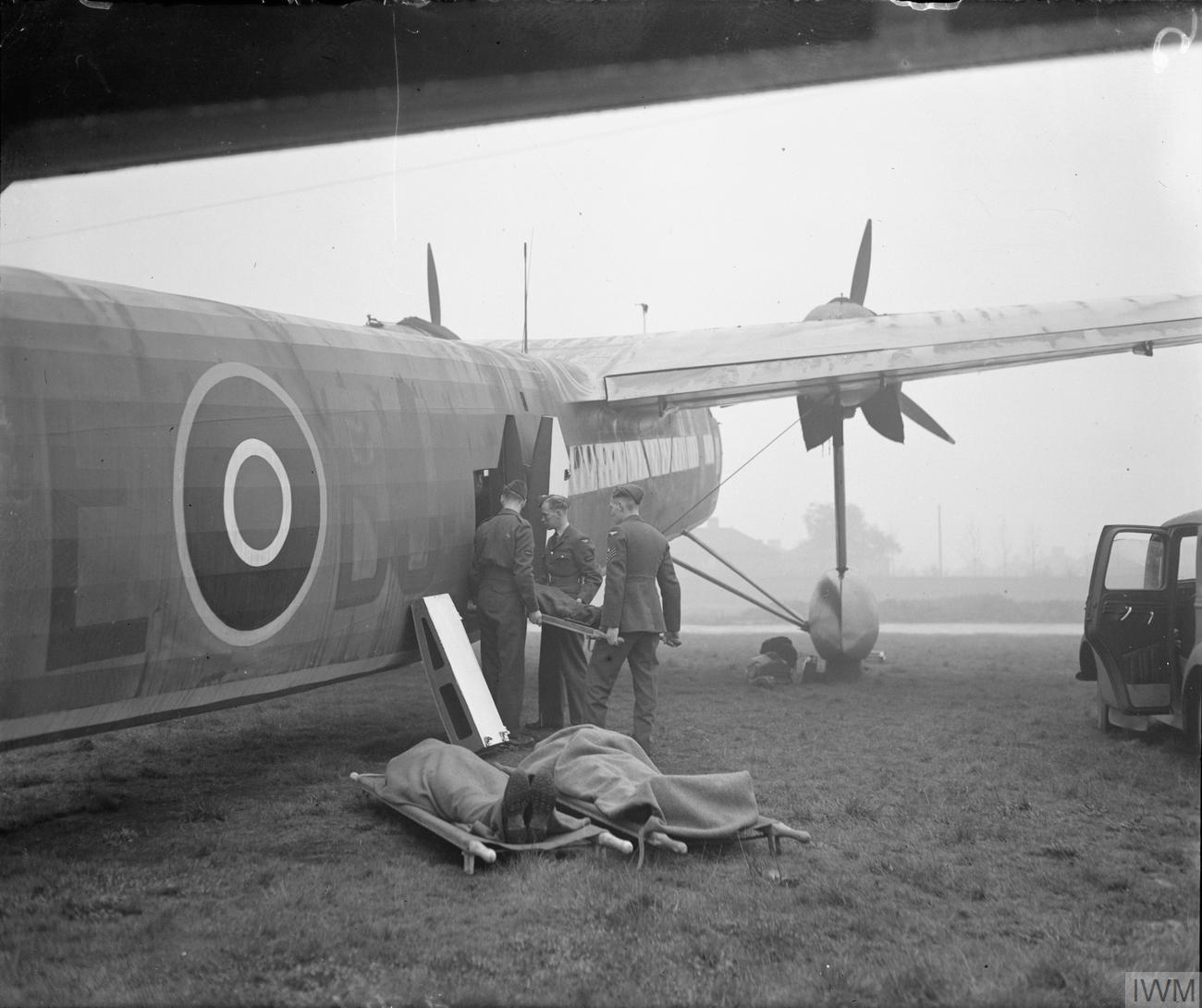
Handley Page Harrow (K6984, BJ-E, 271. peruť), Royal Air Force Transport Command

První H.P.54 byly zařazeny do služby bombardovacích perutí RAF v roce 1937, kde nahradily zastaralé dvojplošníky Vickers Virginia. Postupně byly přidělovány k perutím č. 37, 75, 115, 214 a 215. V roce 1939 byly Harrowy v původním určení nahrazeny letouny Vickers Wellington.
Nadále byly v RAF využívány jako dopravní a cvičné pro zaškolování osádek těžkých bombardérů. Dopravní H.P.54 upravené pro transport 20 vojáků s výzbrojí byly soustředěny u 271. perutě. Příď a záď trupu letounů měly nový vřetenovitý tvar a byly známy i pod přezdívkou „Sparrow“. V září 1944 se osvědčily při evakuaci raněných z výsadkové operace Market-Garden u nizozemského Arnhemu.
Letouny Harrow byly využívány také jako pokusné stroje. V roce 1937 použil A. J. Cobham H.P.54 jako tankovací při testech s doplňováním paliva pružnou hadicí létajícímu člunu Short E. Úspěch celé akce vedl k rozšíření této techniky nejprve u Cobhamovy společnosti Flight Refuelling Ltd., počínaje srpnem a říjnem 1939 během provozu pokusné poštovní linky Southampton–Montréal–New York Imperial Airways, později pak celosvětově. Tankovací H.P.54 nesly označení Harrow CK Mk.8.
Další pokusy z období 1938–1941 se týkaly testů protiletadlových min LAM (Long Aerial Mine) vynálezců Grahama a Price. LAM o hmotnosti 0,5 kg vypouštěná z letounů visela na padáku, od ní dolů vedla piánová struna o délce 610 m, která byla napínaná dalším padáčkem na spodním konci. Pokud nepřátelský letoun zavadil o strunu, sklouzla letecká mina po struně dolů a explodovala nárazem na nepřátelský stroj. Celé zařízení se vypouštělo ve válcových pouzdrech o hmotnosti 6,3 kg. V září 1940 byla tato zbraň uznána za použitelnou a nasazena s krycím názvem „Mutton“. V rámci 93. perutě RAF působily Harrowy jako nosiče LAM, kterých pojaly až 120 kusů. Vynášely se při vyhlášení poplachu do hladin nad 5000 m a uvolňovaly se před přilétajícími letouny Luftwaffe s převýšením cca 300 m a roztečí 18 m. Takto vytvořené vzdušné minové pole se snášelo rychlostí 5 m/s. V pozdějším období při nočních akcích byla rozteč zvětšena na 60 m. Jeden H.P.54 mohl vytvořit pás až 7 km dlouhý. Operace Mutton, ukončená v červenci 1941, zničila jeden nepřátelský stroj jistě, další tři pravděpodobně.

## Uživatelé
- Kanada
  - Royal Canadian Air Force (2 letouny převzaté po začátku války od firmy Flight Refuelling Ltd.)
- Spojené království
  - Royal Air Force
  - Fleet Air Arm
  - Flight Refuelling Limited (3 létající tankery)

## Specifikace

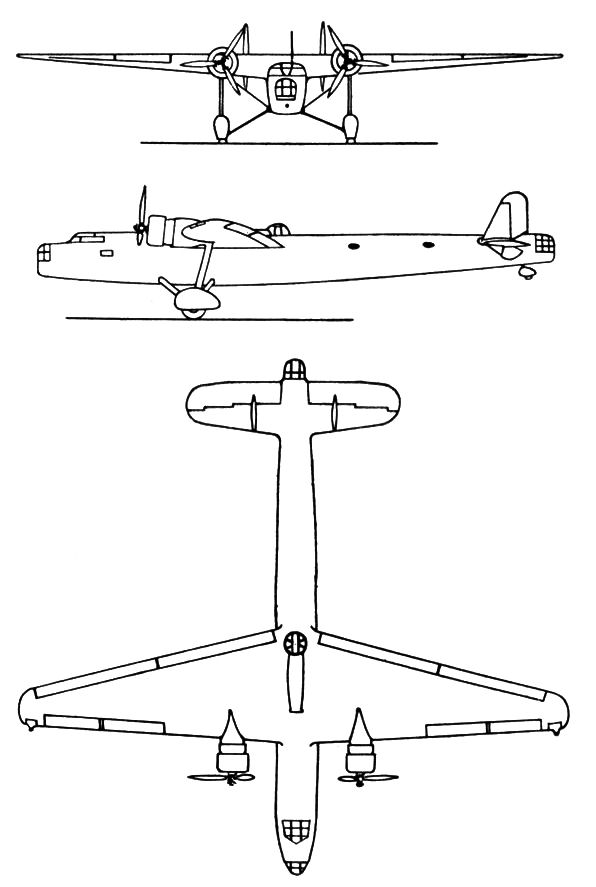
Třípohledový nákres

Údaje dle

### Technické údaje
- Osádka: 5
- Rozpětí: 26,97 m
- Délka: 25,06 m
- Výška: 5,92 m
- Nosná plocha: 101,40 m²
- Hmotnost prázdného stroje: 6175 kg
- Vzletová hmotnost: 10 442 kg

### Výkony
- Maximální rychlost v 3050 m: 322 km/h
- Cestovní rychlost v 4675 m: 262 km/h
- Dostup: 6954 m
- Dolet: 2011 km